# زعيم حزب المحافظين (المملكة المتحدة)
زعيم حزب المحافظين والاتحاديين في المملكة المتحدة هو الرئيس التنفيذي لحزب المحافظين. يشغل المنصب حالياً ريشي سوناك منذ 24 أكتوبر 2022.
كان اختيار زعيم الحزب يتم من قبل القيادات في الحزب بطريقة غامضة بعض الشيء. تلى ذلك تحول الحزب للاتجاه الديمقراطي ففي العام 1965، تم اختيار زعيم الحزب من قبل تصويت أعضاء البرلمان المحافظين ثم اعتباراً من العام 1998 تم فتح التصويت لكافة الأعضاء للاختيار من مرشحين اثنين وافق عليهما أعضاء البرلمان المحافظين.

## الزعماء العامون للحزب (1834–1922)
| الزعيم العام (الولادة–الوفاة)                                                              | صورة                                                                                       | الدائرة الانتخابية / اللقب                                                                 | تولى المنصب                   | ترك المنصب                            | رئيس الوزراء (الفترة) | رئيس الوزراء (الفترة) |
| ------------------------------------------------------------------------------------------ | ------------------------------------------------------------------------------------------ | ------------------------------------------------------------------------------------------ | ----------------------------- | ------------------------------------- | --------------------- | --------------------- |
| روبرت بيل (1788–1850)                                                                      |                                                                                            | تاموورث                                                                                    | 18 كانون الأول / ديسمبر 1834  | 29 حزيران / يونيو 1846                |                       | نفسه 1834–35          |
| روبرت بيل (1788–1850)                                                                      | ميلبورن 1835–41                                                                            | تاموورث                                                                                    | 18 كانون الأول / ديسمبر 1834  | 29 حزيران / يونيو 1846                |                       |                       |
| روبرت بيل (1788–1850)                                                                      | نفسه 1841–46                                                                               | تاموورث                                                                                    | 18 كانون الأول / ديسمبر 1834  | 29 حزيران / يونيو 1846                |                       |                       |
| إدوارد سميث ستانلي إيرل دربي ‏ الرابع عشر منذ 1851 (1799–1869)                              |                                                                                            | بارون ستانلي (1846–1851) إيرل دربي (1851–1868)                                             | 29 حزيران / يونيو 1846        | 27 شباط / فبراير 1868                 |                       | رسل 1846–52           |
| إدوارد سميث ستانلي إيرل دربي ‏ الرابع عشر منذ 1851 (1799–1869)                              | نفسه 1852                                                                                  | بارون ستانلي (1846–1851) إيرل دربي (1851–1868)                                             | 29 حزيران / يونيو 1846        | 27 شباط / فبراير 1868                 |                       |                       |
| إدوارد سميث ستانلي إيرل دربي ‏ الرابع عشر منذ 1851 (1799–1869)                              | أبردين 1852–55                                                                             | بارون ستانلي (1846–1851) إيرل دربي (1851–1868)                                             | 29 حزيران / يونيو 1846        | 27 شباط / فبراير 1868                 |                       |                       |
| إدوارد سميث ستانلي إيرل دربي ‏ الرابع عشر منذ 1851 (1799–1869)                              | بالمرستون 1855–58                                                                          | بارون ستانلي (1846–1851) إيرل دربي (1851–1868)                                             | 29 حزيران / يونيو 1846        | 27 شباط / فبراير 1868                 |                       |                       |
| إدوارد سميث ستانلي إيرل دربي ‏ الرابع عشر منذ 1851 (1799–1869)                              | نفسه 1858–59                                                                               | بارون ستانلي (1846–1851) إيرل دربي (1851–1868)                                             | 29 حزيران / يونيو 1846        | 27 شباط / فبراير 1868                 |                       |                       |
| إدوارد سميث ستانلي إيرل دربي ‏ الرابع عشر منذ 1851 (1799–1869)                              | بالمرستون 1859–65                                                                          | بارون ستانلي (1846–1851) إيرل دربي (1851–1868)                                             | 29 حزيران / يونيو 1846        | 27 شباط / فبراير 1868                 |                       |                       |
| إدوارد سميث ستانلي إيرل دربي ‏ الرابع عشر منذ 1851 (1799–1869)                              | رسل 1865–66                                                                                | بارون ستانلي (1846–1851) إيرل دربي (1851–1868)                                             | 29 حزيران / يونيو 1846        | 27 شباط / فبراير 1868                 |                       |                       |
| إدوارد سميث ستانلي إيرل دربي ‏ الرابع عشر منذ 1851 (1799–1869)                              | نفسه 1866–68                                                                               | بارون ستانلي (1846–1851) إيرل دربي (1851–1868)                                             | 29 حزيران / يونيو 1846        | 27 شباط / فبراير 1868                 |                       |                       |
| بينجامين دزرائيلي إيرل بيكونسفيلد ‏ الأول منذ 1876 (1804–1881)                              |                                                                                            | باكينجهامشير ‏ (1868–1876) إيرل بيكونسفيلد (1876–1881)                                      | 27 شباط / فبراير 1868         | 19 نيسان / أبريل 1881 (توفي في المصب) |                       | نفسه 1868             |
| بينجامين دزرائيلي إيرل بيكونسفيلد ‏ الأول منذ 1876 (1804–1881)                              | غلادستون 1868–74                                                                           | باكينجهامشير ‏ (1868–1876) إيرل بيكونسفيلد (1876–1881)                                      | 27 شباط / فبراير 1868         | 19 نيسان / أبريل 1881 (توفي في المصب) |                       |                       |
| بينجامين دزرائيلي إيرل بيكونسفيلد ‏ الأول منذ 1876 (1804–1881)                              | نفسه 1874–80                                                                               | باكينجهامشير ‏ (1868–1876) إيرل بيكونسفيلد (1876–1881)                                      | 27 شباط / فبراير 1868         | 19 نيسان / أبريل 1881 (توفي في المصب) |                       |                       |
| بينجامين دزرائيلي إيرل بيكونسفيلد ‏ الأول منذ 1876 (1804–1881)                              | غلادستون 1880–85                                                                           | باكينجهامشير ‏ (1868–1876) إيرل بيكونسفيلد (1876–1881)                                      | 27 شباط / فبراير 1868         | 19 نيسان / أبريل 1881 (توفي في المصب) |                       |                       |
| بينجامين دزرائيلي إيرل بيكونسفيلد ‏ الأول منذ 1876 (1804–1881)                              |                                                                                            | باكينجهامشير ‏ (1868–1876) إيرل بيكونسفيلد (1876–1881)                                      | 27 شباط / فبراير 1868         | 19 نيسان / أبريل 1881 (توفي في المصب) |                       |                       |
| شاغر زعيم اللوردات – مركيز سالزبوري الثالث زعيم العموم – ستافورد نورثكوت ‏                  | شاغر زعيم اللوردات – مركيز سالزبوري الثالث زعيم العموم – ستافورد نورثكوت ‏                  | شاغر زعيم اللوردات – مركيز سالزبوري الثالث زعيم العموم – ستافورد نورثكوت ‏                  | 19 نيسان / أبريل 1881         | 23 حزيران / يونيو 1885                |                       |                       |
| روبرت سيسل مركيز سالزبوري ‏ الثالث (1830–1903)                                              |                                                                                            | مركيز سالزبوري                                                                             | 23 حزيران / يونيو 1885        | 11 تموز / يوليو 1902                  |                       | نفسه 1885–86          |
| روبرت سيسل مركيز سالزبوري ‏ الثالث (1830–1903)                                              | غلادستون 1886                                                                              | مركيز سالزبوري                                                                             | 23 حزيران / يونيو 1885        | 11 تموز / يوليو 1902                  |                       |                       |
| روبرت سيسل مركيز سالزبوري ‏ الثالث (1830–1903)                                              | نفسه 1886–92                                                                               | مركيز سالزبوري                                                                             | 23 حزيران / يونيو 1885        | 11 تموز / يوليو 1902                  |                       |                       |
| روبرت سيسل مركيز سالزبوري ‏ الثالث (1830–1903)                                              | غلادستون 1892–94                                                                           | مركيز سالزبوري                                                                             | 23 حزيران / يونيو 1885        | 11 تموز / يوليو 1902                  |                       |                       |
| روبرت سيسل مركيز سالزبوري ‏ الثالث (1830–1903)                                              | روزبري 1894–95                                                                             | مركيز سالزبوري                                                                             | 23 حزيران / يونيو 1885        | 11 تموز / يوليو 1902                  |                       |                       |
| روبرت سيسل مركيز سالزبوري ‏ الثالث (1830–1903)                                              | نفسه 1895–1902                                                                             | مركيز سالزبوري                                                                             | 23 حزيران / يونيو 1885        | 11 تموز / يوليو 1902                  |                       |                       |
| آرثر جيمس بلفور (1848–1930)                                                                |                                                                                            | مانشستر الشرقية ‏ (1902–1906) مدينة لندن ‏ (1906–1911)                                       | 11 تموز / يوليو 1902          | 13 تشرين الثاني / نوفمبر 1911         |                       | نفسه 1902–05          |
| آرثر جيمس بلفور (1848–1930)                                                                | كامبل بانرمان 1905–08                                                                      | مانشستر الشرقية ‏ (1902–1906) مدينة لندن ‏ (1906–1911)                                       | 11 تموز / يوليو 1902          | 13 تشرين الثاني / نوفمبر 1911         |                       |                       |
| آرثر جيمس بلفور (1848–1930)                                                                | أسكويث 1908–16                                                                             | مانشستر الشرقية ‏ (1902–1906) مدينة لندن ‏ (1906–1911)                                       | 11 تموز / يوليو 1902          | 13 تشرين الثاني / نوفمبر 1911         |                       |                       |
| شاغر زعيم مجلس اللوردات – مركيز لانسداون الخامس ‏ زعيم مجلس العموم – أندرو بونار لو         | شاغر زعيم مجلس اللوردات – مركيز لانسداون الخامس ‏ زعيم مجلس العموم – أندرو بونار لو         | شاغر زعيم مجلس اللوردات – مركيز لانسداون الخامس ‏ زعيم مجلس العموم – أندرو بونار لو         | 13 تشرين الثاني / نوفمبر 1911 | 10 كانون الأول / ديسمبر 1916          |                       |                       |
| شاغر زعيم مجلس اللوردات – مركيز لانسداون الخامس ‏ زعيم مجلس العموم – أندرو بونار لو         | شاغر زعيم مجلس اللوردات – مركيز لانسداون الخامس ‏ زعيم مجلس العموم – أندرو بونار لو         | شاغر زعيم مجلس اللوردات – مركيز لانسداون الخامس ‏ زعيم مجلس العموم – أندرو بونار لو         | 13 تشرين الثاني / نوفمبر 1911 | 10 كانون الأول / ديسمبر 1916          | لويد جورج 1916–22     |                       |
| أندرو بونار لو (1858–1923)                                                                 |                                                                                            | بوتل (1916–1918) غلاسكو الوسطى (1918–1921)                                                 | 10 كانون الأول / ديسمبر 1916  | 21 آذار / مارس 1921                   |                       |                       |
| شاغر زعيم مجلس اللوردات – مركيز كرزون من كيدلستون الأول زعيم مجلس العموم – أوستن تشامبرلين | شاغر زعيم مجلس اللوردات – مركيز كرزون من كيدلستون الأول زعيم مجلس العموم – أوستن تشامبرلين | شاغر زعيم مجلس اللوردات – مركيز كرزون من كيدلستون الأول زعيم مجلس العموم – أوستن تشامبرلين | 21 آذار / مارس 1921           | 23 تشرين الأول / أكتوبر 1922          |                       |                       |

## زعماء الحزب (1922–الآن)
| الزعيم (الولادة–الوفاة)      | صورة              | الدائرة الانتخابية / اللقب                         | تولى المنصب                                      | ترك المنصب                                                               | رئيس الوزراء (الفترة) | رئيس الوزراء (الفترة) |
| ---------------------------- | ----------------- | -------------------------------------------------- | ------------------------------------------------ | ------------------------------------------------------------------------ | --------------------- | --------------------- |
| أندرو بونار لو (1858–1923)   |                   | غلاسكو الوسطى                                      | 23 تشرين الأول / أكتوبر 1922                     | 28 أيار / مايو 1923                                                      |                       | نفسه                  |
| ستانلي بلدوين (1867–1947)    |                   | بيودلي ‏                                            | 28 أيار / مايو 1923                              | 31 أيار / مايو 1937                                                      |                       | نفسه 1923–24          |
| ستانلي بلدوين (1867–1947)    | ماكدونالد 1924    | بيودلي ‏                                            | 28 أيار / مايو 1923                              | 31 أيار / مايو 1937                                                      |                       |                       |
| ستانلي بلدوين (1867–1947)    | نفسه 1924–29      | بيودلي ‏                                            | 28 أيار / مايو 1923                              | 31 أيار / مايو 1937                                                      |                       |                       |
| ستانلي بلدوين (1867–1947)    | ماكدونالد 1929–35 | بيودلي ‏                                            | 28 أيار / مايو 1923                              | 31 أيار / مايو 1937                                                      |                       |                       |
| ستانلي بلدوين (1867–1947)    |                   | بيودلي ‏                                            | 28 أيار / مايو 1923                              | 31 أيار / مايو 1937                                                      |                       |                       |
| ستانلي بلدوين (1867–1947)    | نفسه 1935–37      | بيودلي ‏                                            | 28 أيار / مايو 1923                              | 31 أيار / مايو 1937                                                      |                       |                       |
| نيفيل تشامبرلين (1869–1940)  |                   | برمنغهام، إجباستون                                 | 31 أيار / مايو 1937                              | 9 تشرين الأول / أكتوبر 1940                                              |                       | نفسه 1937–40          |
| نيفيل تشامبرلين (1869–1940)  | تشرشل 1940–45     | برمنغهام، إجباستون                                 | 31 أيار / مايو 1937                              | 9 تشرين الأول / أكتوبر 1940                                              |                       |                       |
| ونستون تشرشل (1874–1965)     |                   | إبينج ‏ (1940–1945) وودفورد ‏ (1945–1955)            | 9 تشرين الأول / أكتوبر 1940                      | 21 نيسان / أبريل 1955                                                    | نفسه 1940–45          |                       |
| ونستون تشرشل (1874–1965)     | أتلي 1945–51      | إبينج ‏ (1940–1945) وودفورد ‏ (1945–1955)            | 9 تشرين الأول / أكتوبر 1940                      | 21 نيسان / أبريل 1955                                                    |                       |                       |
| ونستون تشرشل (1874–1965)     | نفسه 1951–55      | إبينج ‏ (1940–1945) وودفورد ‏ (1945–1955)            | 9 تشرين الأول / أكتوبر 1940                      | 21 نيسان / أبريل 1955                                                    |                       |                       |
| أنطوني إيدن (1897–1977)      |                   | واريك وليمينغتون                                   | 21 نيسان / أبريل 1955                            | 22 كانون الثاني / يناير 1957                                             |                       | نفسه                  |
| هارولد ماكميلان (1894–1986)  |                   | بروملي ‏                                            | 22 كانون الثاني / يناير 1957                     | 11 تشرين الثاني / نوفمبر 1963                                            |                       | نفسه                  |
| أليك دوغلاس هيوم (1903–1995) |                   | إيرل هوم ‏ (1963) كينروس وغرب بيرثشاير ‏ (1963–1965) | 11 تشرين الثاني / نوفمبر 1963                    | 27 تموز / يوليو 1965                                                     |                       | نفسه 1963–64          |
| أليك دوغلاس هيوم (1903–1995) | ويلسون 1964–70    | إيرل هوم ‏ (1963) كينروس وغرب بيرثشاير ‏ (1963–1965) | 11 تشرين الثاني / نوفمبر 1963                    | 27 تموز / يوليو 1965                                                     |                       |                       |
| إدوارد هيث (1916–2005)       |                   | بيكسلي ‏ (1965–1974) سيدكب ‏ (1974–1975)             | 27 تموز / يوليو 1965 (منتخب)                     | 11 شباط / فبراير 1975                                                    |                       |                       |
| إدوارد هيث (1916–2005)       | نفسه 1970–74      | بيكسلي ‏ (1965–1974) سيدكب ‏ (1974–1975)             | 27 تموز / يوليو 1965 (منتخب)                     | 11 شباط / فبراير 1975                                                    |                       |                       |
| إدوارد هيث (1916–2005)       | ويلسون 1974–76    | بيكسلي ‏ (1965–1974) سيدكب ‏ (1974–1975)             | 27 تموز / يوليو 1965 (منتخب)                     | 11 شباط / فبراير 1975                                                    |                       |                       |
| مارغريت ثاتشر (1925–2013)    |                   | فينشلي ‏                                            | 11 شباط / فبراير 1975 (منتخبة)                   | 27 تشرين الثاني / نوفمبر 1990                                            |                       |                       |
| مارغريت ثاتشر (1925–2013)    | كالاهان 1976–79   | فينشلي ‏                                            | 11 شباط / فبراير 1975 (منتخبة)                   | 27 تشرين الثاني / نوفمبر 1990                                            |                       |                       |
| مارغريت ثاتشر (1925–2013)    | نفسها 1979–90     | فينشلي ‏                                            | 11 شباط / فبراير 1975 (منتخبة)                   | 27 تشرين الثاني / نوفمبر 1990                                            |                       |                       |
| جون ميجر (مواليد 1943)       |                   | هونتينغتون                                         | 27 تشرين الثاني / نوفمبر 1990 (انسحاب المنافسون) | 19 حزيران / يونيو 1997                                                   |                       |                       |
| جون ميجر (مواليد 1943)       | نفسه 1990–97      | هونتينغتون                                         | 27 تشرين الثاني / نوفمبر 1990 (انسحاب المنافسون) | 19 حزيران / يونيو 1997                                                   |                       |                       |
| جون ميجر (مواليد 1943)       | بلير 1997–2007    | هونتينغتون                                         | 27 تشرين الثاني / نوفمبر 1990 (انسحاب المنافسون) | 19 حزيران / يونيو 1997                                                   |                       |                       |
| ويليام هيغ (مواليد 1961)     |                   | ريتشموند (يوركس)                                   | 19 حزيران / يونيو 1997 (منتخب)                   | 13 أيلول / سبتمبر 2001                                                   |                       |                       |
| إيان دنكن سميث (مواليد 1954) |                   | تشينغفورد ووودفورد غرين                            | 13 أيلول / سبتمبر 2001 (منتخب)                   | 6 تشرين الثاني / نوفمبر 2003                                             |                       |                       |
| ميخائيل هوارد (مواليد 1941)  |                   | فوكستون وهايث                                      | 6 تشرين الثاني / نوفمبر 2003 (بالتزكية)          | 6 كانون الأول / ديسمبر 2005                                              |                       |                       |
| ديفيد كاميرون (مواليد 1966)  |                   | ويتني                                              | 6 كانون الأول / ديسمبر 2005 (منتخب)              | 11 تموز / يوليو 2016                                                     |                       |                       |
| ديفيد كاميرون (مواليد 1966)  | براون 2007–10     | ويتني                                              | 6 كانون الأول / ديسمبر 2005 (منتخب)              | 11 تموز / يوليو 2016                                                     |                       |                       |
| ديفيد كاميرون (مواليد 1966)  | نفسه 2010–16      | ويتني                                              | 6 كانون الأول / ديسمبر 2005 (منتخب)              | 11 تموز / يوليو 2016                                                     |                       |                       |
| تيريزا ماي (مواليد 1956)     |                   | ميدينهيد                                           | 11 تموز / يوليو 2016 (انسحاب المنافسون)          | 7 حزيران / يونيو 2019 مؤقت: 7 حزيران / يونيو 2019 - 23 تموز / يوليو 2019 |                       | نفسها 2016–19         |
| بوريس جونسون (مواليد 1964)   |                   | أوكسبريدج وجنوب روسليب ‏                            | 23 تموز / يوليو 2019 (منتخب)                     | 5 أيلول / سبتمبر 2022                                                    |                       | نفسه 2019–2022        |
| ليز تراس (مواليد 1975)       |                   | نورفوك الجنوبية الغربية                            | 5 أيلول / سبتمبر 2022 (منتخبة)                   | 24 تشرين الأول / أكتوبر 2022                                             |                       | نفسها 2022            |
| ريشي سوناك (مواليد 1980)     |                   | ريتشموند (يوركس)                                   | 24 تشرين الأول / أكتوبر 2022 (انسحاب المنافسون)  | شاغل المنصب                                                              |                       | نفسه 2022–الآن        |

## الملاحظات
1. ↑  تاريخ بيان تامورث  [لغات أخرى]‏.
2. 1 2 3  التاريخ الذي أصبح فيه زعيم مجلس العموم  [لغات أخرى]‏.